# Croisilles (Calvados)
Croisilles település Franciaországban, Calvados megyében. Lakosainak száma 646 fő (2022. január 1.). Croisilles Espins, Esson, Les Moutiers-en-Cinglais, Ouffières, Thury-Harcourt-le-Hom és Cesny-les-Sources községekkel határos.

## Népesség
A település népességének változása:
| Lakosok száma | 279  | 324  | 393  | 462  | 612  | 643  | 646  | 646  | 648  | 646  |
|               | 1968 | 1982 | 1990 | 2006 | 2013 | 2015 | 2017 | 2019 | 2020 | 2022 |